# Tiszán innen, Dunán túl
A Tiszán innen, Dunán túl kezdetű, műdalból magyar népdallá vált dalt Bartók Béla gyűjtötte a Tolna vármegyei Felsőiregen 1906-ban. Bartók a gyűjtött népdal mellett közölte a műdal egyik változatát is.
Feldolgozások:
| Szerző          | Mire                       | Mű                                             | Előadás |
| --------------- | -------------------------- | ---------------------------------------------- | ------- |
| Kodály Zoltán   | daljáték                   | Háry János két helyen: duó; A furulyázó huszár | [ 2 ]   |
| Kodály Zoltán   | zenekar                    | Háry János szvit, III. dal                     | [ 3 ]   |
| Bartók Béla     | ének, zongora              | Magyar népdalok II., 1. darab                  | [ 4 ]   |
| Máriássy István | zongora vagy ének és gitár | Elindultam szép hazámból, 39. kotta            |         |

## Kotta és dallam
| Tiszán innen, Dunán túl, túl a Tiszán van egy csikós nyájastul. Kis pej lova ki van kötve szűr kötéllel, pakróc nélkül, gazdástul. | Tiszán innen, Dunán túl, túl a Tiszán van egy juhász nyájastul. Ott főzik a jó paprikást, meg is eszik kis vellával, fakalánnyal, bográcsbul! | Tiszán innen, Dunán túl, túl a Tiszán kicsi kunyhó nyárfástul. Mindig azon jár az eszem, oda vágyik az én szívem párostul. |

## Felvételek
- Tiszán innen, Dunán túl. Csóka Anita  YouTube (2015. március 19.)  (Hozzáférés: 2016. április 27.) (audió)
- Tiszán innen, Dunán túl. Youtube (2016. január 27.)  (Hozzáférés: 2016. április 27.) (audió) Bartók Béla eredeti, viasztekercsről átvett felvétele.
- Tiszán innen Dunán túl. Melis György és Máté Ottilia  YouTube (2009. február 25.)  (Hozzáférés: 2016. április 27.) (videó)